# Itaoca
Itaoca est une municipalité brésilienne de l'État de São Paulo et la Microrégion de Capão Bonito.